# Mark Ryder
Mark Ryder (* 7. Dezember 1989 in Belfast, Nordirland) ist ein britischer Schauspieler.

## Leben und Karriere
Der 1989 in der nordirischen Hauptstadt Belfast geborene Mark Ryder fühlte sich früh zur Schauspielerei hingezogen, besuchte jedoch nie eine Schauspielschule. 2009 spielte er in dem Spielfilm Five Minutes of Heaven in einer tragenden Rolle. 2010 wirkte er in dem von Regisseur Ridley Scott inszenierten Historienabenteuer Robin Hood in einer Nebenrolle. Internationale Bekanntheit erlangte er durch die Hauptrolle des skrupellosen Kardinals, Fürsten und Papstsohnes Cesare Borgia in dem in ZDF und ORF 2 ausgestrahlten Fernsehmehrteiler Borgia. Mark Ryder spielte unter anderem noch unter den Alternativnamen Mark David und Mark Davison.

## Filmografie (Auswahl)
- 2009: Five Minutes of Heaven
- 2009: Small Island (Fernsehfilm)
- 2010: Robin Hood
- 2010: Coming Up (Fernsehserie, Folge 8x05 Boy)
- 2011: Albatross
- 2011–2014: Borgia (Fernsehserie, 38 Folgen)
- 2012: Good Vibrations
- 2016: Motive (Fernsehserie, Folge 4x08)
- 2019: Operation Red Snake – Band of Sisters (Operation Red Snake)
- seit 2019: City on a Hill (Fernsehserie)